# 三光政策
“三光”政策，又称“三光”作战，日军稱之為“烬灭作战”（日语：燼滅作戦）:132，是指日軍在華北地區對中國軍隊控制地區及抗日根據地實施「掃蕩」作戰，即燒光所有房屋、殺光所有人、搶光所有財物，徹底摧毁抗日軍民之生存條件:132。这一策略最早由日军华北方面军司令官多田駿提出，后由其继任冈村宁次推向顶峰。中国抗日战争時期，由於部分日本占领區内的抗日根据地採用了全民皆兵的游擊戰，導致日軍士兵不斷陣亡且不能有效佔領，未得从当地获得战争资源，却消耗资源且伤亡不断，于是日本軍事機關曾命令其部隊，既不能占有则毁灭这些地区的一切资源，包括人口，對中國抗日根據地進行「掃蕩」時，「不問男女老幼，應全部殺死；所有房屋，應一律燒毁；所有糧秣，其不能運輸的，亦一律燒毀」:53。侵华日军、特別是华北方面军（日语：北支那方面軍），自1939年秋开始，针对中国军民进行以杀戮当地居民、对粮秣房舍等物资进行彻底的抢劫、焚烧和破坏为目标的军事行动，并将这一作战方式逐渐系统化、规模化、长期化。中国共产党的党政通告和传播媒介，将日军这种以毁灭抗日地区人力物力、摧残抗日军民抵抗意志、灭绝种族为目的的军事策略，简要概括为“烧光、杀光、抢光”。這種殺光、燒光、搶光之行為，被稱為“三光政策”:53。

## 词源
中文文献中“三光”一词作为形容日军战术行为，最早见于1940年11月16日八路军总部的全国通电。“三光政策”一词最早见于1941年刊行的《解放日报》，是中国对日军的毁灭性屠杀以及破坏的概括。日本方面在战时则称为「燼滅作戰」、「徹底的肅正作戰（討伐）」、「徹底覆（討）滅」、「討滅作戰」、「掃蕩作戰」、「剔抉掃蕩作戰」、「治安肅正作戰」、「治安強化作戰」、“灭绝行动”等等。直到1957年，中国歸還者連絡会在日本宣传开这个叫法。2004年7月，日本防衛廳承認，第二次世界大戰時期大日本帝國陸軍步兵第二二四聯隊《冬季山西肅正作戰戰鬥詳報》（冬季山西粛正作戦戦闘詳報）中记录了该联队在山西省展開的作戰中使用了芥子氣等化學武器。

## 经过
最早实施“三光作战”策略的日军司令官是1939年9月出任日军华北方面军司令官的多田駿。此後，1941年7月继多田駿接任华北方面军司令官的冈村宁次将此策略发展并扩大，达到高峰。“三光作战”的重点区域在晋东北、冀中、晋东南、鲁西以及山东的沂蒙山区，以及冀东。森山康平在《证言记录三光作战》中认为，“三光作战”始于1940年秋季在晋中的作战:286。中國抗日根據地軍民實行堅壁清野，開展游擊戰爭，粉碎日本侵略者之「三光政策」:53。

### 1940年
1937年7月中日全面爆发战争之后，中国军队在日军占领区以平民为依靠，发展游击战争，对日军造成严重骚扰和损失。1940年4月，日本北支那方面军提出了在讨伐八路军时应“彻底扫荡并消灭其游击根据地”的作战方案（见于《在华北的思想战指导要纲附属书》:282）。1940年8月起，八路军在正太路、平汉路、同蒲路、白晋路、北宁路、沧石路、津浦路、胶济路发动的以交通破袭战为主的百团大战，予以日军很大损失:282。日军为报复起见加大了其“扫荡”的力度。运用“捕捉奔袭”、“辗转抉剔”、“铁壁合围”、“梳蓖战术”等战术对八路军根据地村落进行了有组织有系统地彻底破坏性进攻。据现有史料显示，1940年10月2日至11月30日间，日军在扫荡八路军晋冀鲁豫边区的太行区与太岳区时，下令：
|  | 这次作战，与过去完全相异，乃是在于求得完全歼灭八路军及八路军根据地。凡是敌人地域内的人，不问男女老幼，应全部杀死；所有房屋，应一律烧毁，所有粮秣，其不能搬运的, 亦一律烧 毁，锅碗要一律打碎，井要一律埋死或下毒。 |

据江口圭一在《日本帝国主义史研究》一书中记载，日军驻山西省第一军在《昭和15年9月1日～9月18日：第一期晋中作战复行实施要领》中规定：具有敌意的15岁至60岁男子全部要杀死；当地的武器、弹药、粮秣一律抢走；认为有敌对性的村庄（部落），需要烧毁破坏。第一军参谋长田中隆吉少将曾经指示：“应彻底地对敌根据地烬灭扫荡，使敌不能于将来生存。”命令传到旅团长片山省太郎在 所颁发的《讨伐队之注意事项》中称“此次作战为对敌根据地彻底地烬灭扫荡，使敌将来无法生存，至为紧要。”《第一期晋中作战复行实施要领》中具体写明了《烬灭目标及方法》：
1. 敌及装扮为当地居民之敌：杀死
2. 认为具有敌对性质之居民中15岁以上至60岁的：杀死
3. 敌所隐匿之武器弹药工具炸药等、认为系敌聚集之粮秣：没收带走，不得已时烧毁
4. 敌使用之文件：烧毁、破坏
5. 敌对性质之村落：烧毁、破坏

这些作战模式被中共八路军以及中国民众、传播媒介归纳为“杀光、烧光、抢光”:283-284。《昭和15年10月19日～11月4日：第二期晋中作战战斗详报》中说明：“烧毁有敌军事设施之村落应特别彻底”，“前进时不应徒然延长时间，而应尽量将前进路上两侧的广大范围予以彻底烧毁。”:284

#### 执行情况
这种作战策略在实际上体现为对平民及非武装人员以实施“杀光”、“烧光”、“抢光”为原则。如原日军第五十九师团的士兵菊池义郎在回忆当时情景时表示：
|  | 我们日军每到一个村庄，要破坏所有的家俱杂物，烧毁房屋。我们常说，如果约500人的部队在100户左右人家的村庄驻一夜，这个村庄恐怕十年也恢复不起来。不过，对日军来说，这正是他们的目的所在。 |

原日军12军独立混成第10旅的士兵松尾富男在回忆录中描述，当时他们经常讲的“扫荡”要求是“烧、杀、抢”。第10旅的旅团长河田健太郎发布的命令是：
|  | 把能干活的男人全部绑来，一头家畜、一粒粮食不留。然后要叫他们再不能活下去。把家具、锅盆、锄锹破坏干净。:291 |

在此种思想指导下，日军多个部队都执行了“烬灭作战”。例如在1940年9月起至年底，日军在山西的作战包括：
- 8月底开始在辽县（左权）、和顺、榆社、武乡等十余县的连续扫荡，反复三次。辽县、武乡、黎城、涉县的房屋有八成被烧毁，其中有数十个村庄成为焦土。9月4日，日军在寿阳县郭家庄将80名村民逮捕后关入窑洞，然后用机枪射击和手榴弹轰炸，其中76人死亡，4人压在尸堆下幸存。9月8日，日军围袭寿阳县韩赠村，杀死364人，其中包括别村平民36人，本村39户居民全部被杀死，烧毁房屋154间[14]:85。9月19日，日军在寿阳县羊头崖村杀死村民216人，20户被杀绝。22日，日军在盂县活川口杀死105人，占全村人口约四分之一，全村四百余间房屋全部烧毁。23日，在黎城县西井乡杀死村民45人，烧毁房屋1955间。10月3日上午，日军在方山县赤坚岭烧毁民房和商号六百余间，烧毁粮食30万余斤，下午在开府烧毁民房商号六百余间，烧毁粮食15万余斤[14]:86。10月9日，日军在沁县南仁村杀死村民48人，烧毁房屋四百余间。10月13日，日军在襄垣南姚村烧毁民房210余件，窑洞350余孔，粮食520余石，杀死牲口三十余头。[14]:86
- 10月19日起，日军在昔阳县、和顺县“扫荡”，杀死当地居民二千余人。其中在西峪村杀死300余村民（11月18日再次进村杀死386人，烧毁房屋四百余间，将粮食财物全部掠走）。21日，日军在和顺县榆树坪“扫荡”，杀死八路军伤员和村民共150余人，烧毁房屋三百余间，全村有四户被杀绝。[14]:87-8811月底，日军再次在和顺县“扫荡”。28日在南仁村杀死40人，烧毁房间189间，窑洞164孔，抢走大量粮食牲畜。29日在平松村杀死108人，烧毁房屋40多间。[14]:89
- 10月22日起，日军在沁源县“扫荡”共计15天，全县95%以上房屋被烧毁，合计杀死4981人。高家沟村强迫94名村民集中後用机枪扫射，全部杀死。24日，日军在沁源县上舍村奸淫后杀死97名村民。25日，日军在韩洪村将129名村民逼入村口龙王庙中後关闭庙门焚烧，除一人逃出外全部烧死。26日，日军在王璧村抓捕84名村民后赶至村中戏台上用机枪全部杀死。[14]:88-89

又例如1940年10月13日起，日军大规模地讨伐北岳区的冀西和晋东北，自南拒马河上游到阜平附近，先自北向南，然后再由东向西，平行前进。在易县毁房2200多间，在该县常峪沟一带屠杀民众800多人。在五台县则摧毁大小村庄98个，毁房20067间，杀死民众数百人。在河北的作战包括：
- 1940年10月27日，日军在涉县井店村杀死村民316人，烧毁民房738间。[14]:34
- 1941年1月25日，日军在丰润县潘家峪将全村人集中至潘家大院後用手榴弹和机枪屠杀，然后放火焚烧，共计杀死1703人，1100余间房屋被烧毁。[14]:35
- 2月11日，日军在宽城大屯村杀死村民187人，杀绝14户，占全村人口三分之一。又烧毁房屋535间，烧死牲畜480头，造成粮食损失共150吨。[14]:35

同一时间日军的战报中也反映出“烬灭作战”的执行情况。如河北省的例子：
- 10月25日，彻底烧毁寺子岩至姚门口之间东西约6公里之村落。[11]:284
- 11月5日，烧毁村落背庄至大有镇沿途村落、大有镇附近及其附近16个村。[11]:284

日军的“战斗后彼我形势之概要”称：
|  | 由于8月以后连日讨伐以及整饬作战，第18集团军及第129师主力之根据地已被彻底摧毁。加之我彻底推行烧光式扫荡，作为其宿营地之主要村落均被烧毁，各种军事设施，尤其兵工厂、弹药库、粮秣仓库等遭破坏，所以其活动将出现困难。:284 |

### 1941年
进入1941年後，日军继续执行了“三光作战”。1月12日至13日，日军华北方面军在召开兵团长会议时通过了《肃正建设计划》，规定对八路军所在的根据地要“彻底地执行”“覆灭战”。华北日军在此指导下从1941年3月到4月开展了第一次“治安强化运动”，发起了“歼灭战”，例如在山西，日军的作战包括：
- 3月12日，日军在绛县里册峪杀死500余名村民，其中40余户被杀绝。[14]:92-93
- 4月3日，日军在和顺县羊蹄洼村杀死八路军军政工作人员、学生、村民百余人。[14]:93
- 4月4日，日军在清徐县石窑村、杜李坪、刘家山杀死村民数十人，烧毁房屋一百数十间。[14]:93
- 4月29日，日军在南社村杀死村民32人，将所有粮食财物掠走。[14]:93
- 5月，日军在浑源县、灵邱县、繁峙县等雁北地区进行“三光作战”，杀死5300余人，烧光村庄160余个，抢掠大量粮食、牲畜等物资。”[3]

又如在河北，日军的作战包括：
- 3月20日，日军在平山县西回舍村杀死村民33人。4月27日，日军在暖河塘公开虐杀16名协助八路军抗日的平民后，杀死全部牲畜，烧毁全村房屋。[14]:35
- 5月4日，日军得知武安县梁沟村居住了129师的家属後，偷袭梁沟村并杀死老弱妇孺80余人。[14]:35
- 5月14日，日军在在韩家哨杀死抗日军民70余人，烧毁全村民房。28日，日军在杨柳庄村东大庙前杀死39名村民，烧毁全村民房共六百余间，杀死所有牲畜共计数百头，将全部粮食柴草烧光。[14]:36
- 5月27日，日军在定县北瞳村杀死八百余名村民。[14]:36

7月7日，冈村宁次接替多田骏出任日军北支那方面军司令官。7月9日，《晋察冀边区整饬作战计划》出台:285。其主要内容是：“摧毁晋察冀边区之敌共产军，摧毁其根据地之同时，与封锁相配合，破坏其自给自足以求生存之能力，使该地区之敌共产势力消耗枯竭”。“如果击溃敌之集体战斗能力，则在敌地区内之重要地点实施暂时之驻兵，以该地为根据，急袭与抓获隐藏于山中或流动之敌匪，或追踪击溃之，或将敌之设施材料等销毁、搬走，使其势力削减枯竭”。“努力取得当地之物资，收集与运回遗弃物品及缴获之物品，并利用之”:285。这个计划内容仍旧是“三光作战”:285。
8月，第二次“治安强化运动”在冈村宁次亲自带领下展开。8月13日至9月6日为第一阶段，日军集结搜索围剿八路军主力。9月份后转为第二阶段，日军分为小股部队，对各地区进行分块扫荡清剿，同时进行“三光作战”。有组织、有计划地抢夺粮食、物资，破坏房屋，掳掠牲畜，屠杀与抓捕壮丁等。日军作战行动包括：
- 8月，日军将五台山之上社至耿镇一带划为“无人区”，在崔家庄抓捕民众140多人抛进溥沱河中淹死。在孟口淹死四十余人；在榆社疙佗村杀死村民162人。[3]
- 日军在正太铁路线的井隆县划定八个村庄为“无人区”，抓捕民众4000多人，杀死350多人，放火烧村，八个村庄成为焦土。[3]
- 日军在河北平山驴山山脚下的十余个村庄内杀死700余人。在平山东黄泥一带村庄杀死711人。在冀中枣强东南的董庄、前后陈庄等十余个村庄杀死310人。[3]
- 日军在山西沁源县进行围剿，在韩洪村外炭窑内用毒瓦斯气体熏死韩洪村和上舍村逃难村民共186人。[14]:95

9月底，战斗转入第三阶段，至10月中旬结束。第二次治安强化运动为所到之处的平民造成重大伤亡和损失。仅在平西区和北岳区（晋东北和冀西）的伤亡就达到4500余人。青壮年被掳走做劳工者超过两万人。摧毁房屋15万余间，破坏秋收田禾5万余亩，平民粮食损失4500余万斤，牲畜损失过3万头，家禽损失超过5万只，农具损坏超过23万7千件。冈村宁次曾经在训令中提到“灭共爱民”和“不杀、不烧、不犯”的口号，但是，“在冈村军司令官之下，三光作战完全没有停止”:286。

#### 无人区
冈村宁次为了隔断八路军之间的联系，阻断八路军游走的空间，缩小八路军游击战的范围，开始在华北制造“无人区”。将一定区域划为无人区后，区内平民会被驱离或被杀死，区内所有建筑设施房屋等一律烧毁，所有粮食牲畜物资等全部被掠走或烧毁。以日军在晋、 冀两省交界处强行制造的“无人区”为例，开始建立自1941年9月上旬，其目的是要遮断冀西和晋东北的山岳区余冀中的平原区的联系。其范围包括从平定二区娘子关直到繁峙、灵邱南山，总长250余公里，宽15-20公里的地区。在此过程中，日军烧毁13个村庄，杀光了村中170余人，烧毁房屋4400余间，掠走粮食190万余斤。此外日军也在平北丰宁、滦平、密云地区及热河的长城内外区制造范围更广大的无人区。又如五台县境内的“无人区”，南至牛道岭，北到长城岭，东自晋冀交界处，西到清水河，长五十多公里，宽15至20公里。境内148个村庄中的一万八千多村民中，被杀的达9200多人，被抓捕而去的280多人，破坏耕地3万亩，烧毁房屋9800多间，抢掠粮食9600多石。其中孤峪沟长15公里，原有5个行政村，人口上万， 基本被日军杀死。

### 1942年
1941年12月7日，日本偷袭珍珠港美军基地。美日随后开战，太平洋战争爆发。中国境内日占区特别是华北成为了日本支援太平洋战区的兵站基地。华北日军为了加强对区域的控制，加紧了“扫荡”和剿灭八路军的军事行动。日军的“三光作战”也逐渐来到高潮。:287日军的作战行动包括：
- 4月16日至5月1日，日军在遵化县鲁家峪共杀死350余人，在宽城榆木岭，椅子圈等24个村杀死342人。[14]:39
- 4月20日，日军在河南温县牛家庄、单庄等村杀死千余人，烧毁民房1700余间[14]:369。日军在内黄县枣林村杀死平民1300余人，全村基本绝户，尸体被填入水井。[14]:370
- 4月，日军在山东平度县埠口村杀死村民200余人。15日，日军在杀死崂山晓望村“扫荡”时杀死村民10余人，烧毁全村民房820余间，全村被夷为平地。[14]:325
- 5月1日起，冈村宁次亲率三个师团和两个混成旅团共5万余日军在冀中展开大规模扫荡。“扫荡地区之广，持续时间之长，残酷性之甚，均属空前”。日军在扫荡区域内建立了1733个据点和碉堡，挖掘了4100余公里的封锁沟；同时大建铁路公路，增强调兵速度和机动性。5月之中，日军在饶阳县杀死3万余人，武强县被杀者有三百多人，被抓往东北当奴工者四百多人。烧毁房屋千余间。5月，日軍華北方面軍第110師團一個大隊500多人突然襲擊「掃蕩」冀中定縣東南50里之北瞳村；該村地處平原，原有住家220戶，1,227人；村民為躲避日軍而挖貫通全村之地道[1]:132。5月27日，日军进攻冀中定县北瞳村，以催泪弹、毒瓦斯、柴火烟逼出八百余人，强奸妇女后全部杀死。其余死于地道中和被抓走者数量不明[3]。日軍「掃蕩」時向地道施放毒氣，全村1,100多人中毒死亡或遭槍殺；婦女除中毒死亡外，其餘多被日軍姦污；房屋被燒36間，糧食財物被洗劫一空[1]:132-133。武安县梁沟村被日军占领后被全部烧毁，牲畜、羊和庄稼全部被杀死烧毁，全村15人被杀死[14]:40。
- 6月14日，日军在河北省曲阳县野北村杀死167人，摔死婴幼儿9人，杀绝8户。[14]:41
- 6月，日军在山东冠县王史村杀死村民2人，打伤30余人，抢走耕牛70余头，烧毁民房360余间。在莘县大杨庄杀死村民3人，抓走六十余人，烧毁民房6间，抢掠耕牛五十余头，粮食六千余斤。[14]:3267月，日军在章丘田家庄等地“扫荡”后在抓捕到的中国民众中抽出20岁至50岁男女共120人杀死。7月12日至8月上旬，日军在莘县东节村杀死村民70余人，烧毁房屋三百余间。[14]:326
- 7月，日军在冀中暴雨、各大湖水位上涨时用炸药轰开128处）堤坝，导致冀中35个县全部受洪灾，受灾村庄达6752个，占总数的96%。受灾庄稼良田超过153万亩，冲毁房屋近17万间，受灾民众超过200万人。日军趁机出动，屠杀平民，抢掠物资。[3]

八路军对日军在冀中的大规模扫荡作战准备不足。主力部队未有及时转移，情报部门也被打乱，损失严重。主力部队由14852人减少到10980人，地方团队由158802人减少至8747人，地方干部损失三分之二。超过2万名平民被杀，5万余人被日军抓捕後带到东北地区或日本做劳工。冀中由八路军控制的地区面积减少了三分之二。八路军主力转移到冀南、冀西。

### 1943年
进入1943年後，由于日本在太平洋战场上耗费巨大，尽快将中国占领区变成稳固的殖民地，解决物资供给问题成为了在华日军的首要考虑。为了消灭农村的抵抗力量，日军不断派出大规模的兵力对已经分割成区片的地域进行“分区辗转扫荡”，并要求“彻底的扫荡肃清”。三光作战力度强于1942年。每次每地区投放兵力在1至6万间，并配有专门掠夺收缴物资的特别工作队。比如4月19日起，冈村宁次亲自率领2万余日军扫荡冀南、冀北共区，另有日军和伪军共1万5千余进攻太行山八路军。日军对所经地区村庄进行有组织的大规模屠杀，烧毁房屋和农具。
又如9月至12月，冈村宁次出动日军和伪军共4万余人破坏冀西秋收，声言进行“毁灭性扫荡”、以破除八路军所依赖的一切人力物力为目标。八路军针对性地实施了坚壁空室的策略，秘密埋藏粮食物资以躲避日军搜掠。以游击战、夜战、地雷战等方式应对。为此，日军开始在偏僻的山沟山洞中搜掠物资，同时对帮助八路军或不合作的平民给予更暴虐的惩罚，在成规模屠杀之前施以酷刑或以残忍手段虐杀，如强迫村民裸体在冰雪中站立至死，或要求男性村民跪下观看全部妇女被奸杀等等。日军总共屠杀人数为6674人，烧毁房屋近55000间，掠夺粮食2900余万斤，掠走牲畜近2万头，抢毁农具17万余件。当年12月23日，日军在海南岛的和合村进行烧杀抢掠，将10名年轻妇女集中在村边轮奸，其中一14岁女孩被轮奸后刀捅下阴而死，一15岁女孩两个乳房被割下，另有孕妇被剖腹取出胎儿，十名妇女只幸存一人，日军共杀害村民353名，只有18人生还。
然而，由于日军在太平洋站场和印缅战场上遭受了盟军巨大压力，不断在支那方面军中抽调部队，所以1943年初开始，华北华中的日军部队质量下降。兵团建制缩小，新兵增多，平均年龄降低。1943年下半年以後，日军对占领区的控制力大不如前。同时，八路军在应对上较1942年更为灵活，在转移民众和粮食物资方面更加有经验，同时将主力部队渗入了日军背后进行作战。八路军以连为单位对日军据点的袭扰战屡有成效。比如日军秋季对冀西大扫荡时，八路军很快就恢复了对1074个村庄的控制力，甚至往冀中回扑，反击消灭了六百余个日军据点，夺回对3500余个冀中村镇的控制，一度攻入了保定、望都、唐县等13座城镇。

### 1944年
1944年後，由于日本在太平洋战场上节节败退，兵力紧张，不断从后方抽调兵力进入太平洋战场。中國派遣军的素质日益低下，人数也逐渐减少，对占领区的控制力进一步减弱。而八路军在此情况下也逐步反攻，渐渐夺回了不少在1942年後失去的根据地。如1944年2月至4月，冀中八路军展开“摧碉战役”，使冀中日伪军的碉堡据点数量从1082处减少至519处，恢复至1942年“五一大扫荡”前水平。1944年後，日军的三光作战主要目的为补充物资，规模较小，成效也没有前两年明显。

## 相关记载和资料
有关日军在中国进行“三光作战”的问题，战时出版的中文、日文、英文报刊、杂志以及当时经历者的回忆资料中都有广泛记载。二战结束后，中、日和英文发表的资料、档案对此均有翔实记载。中日以及西方学者对此均有大量研究论著。由於日軍於1945年8月15日投降之初，曾經大規模有系統地销毁大量军事文件的关系，目前尚未发现日軍對「三光作戰」的最早、官階最高的原始命令文件，但在已经发现的资料中，包括了散落的军阶较低（师团、旅团级）的日军军事命令，表明了日军内部有明确的指令，将1937年後日軍中国境内對抗日地区普遍的不同規模的屠殺、焚燒與破壞，固化转变為有系統、有組織的較大規模的焚燒與破壞，以达到徹底摧毀中國軍民抗日的戰鬥意志與其物資基礎的目的。